# Bisdom Padang
Het bisdom Padang (Latijn: Dioecesis Padangensis) is een rooms-katholiek bisdom met als zetel Padang, hoofdstad van de provincie West-Sumatra, in Indonesië. Het bisdom is suffragaan aan het aartsbisdom Medan. 

## Geschiedenis
Een eerste apostolische prefectuur Padang ontstond toen de apostolische prefectuur Sumatra op 27 december 1923 van naam veranderde naar apostolische prefectuur Padang. Op 18 juli 1932 werd het verheven tot apostolisch vicariaat. Op 23 december 1941 veranderde het nogmaals van naam naar apostolisch vicariaat Medan en dit wordt dan ook gezien als voorloper van het aartsbisdom Medan. 
Het huidige bisdom werd opgericht op 19 juni 1952, als de apostolische prefectuur Padang, uit delen van het apostolisch vicariaat Palembang. Op 3 januari 1961 werd het verheven tot bisdom en werd suffragaan aan het aartsbisdom Medan.

## Parochies
Het bisdom had in 2021 een oppervlakte van 132.676 km2 en telde 9.958.200 inwoners waarvan 1,3% rooms-katholiek was.

## Ordinarii

### Apostolisch prefecten
- Pasquale de Martino (27 juni 1952 - 1961)

### Bisschoppen
- Raimundo Cesare Bergamin (16 oktober 1961 - 17 maart 1983)
- Martinus Dogma Situmorang (17 maart 1983 - 19 november 2019)
- Vitus Rubianto Solichin (3 juli 2021 - heden)

## Galerij van afbeeldingen

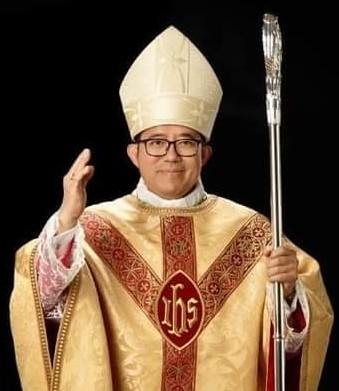
Bisschop Vitus Rubianto Solichin (2021-heden)
Kerkprovincie met aartsbisdom en suffragane bisdommen

Medan (aartsbisdom) · Padang · Sibolga